# Левицранд
Левицранд (њем. Lewitzrand) општина је у њемачкој савезној држави Мекленбург-Западна Померанија. Једно је од 76 општинских средишта округа Пархим. Према процјени из 2010. у општини је живјело 1.554 становника. Посједује регионалну шифру (AGS) 13060098.

## Географски и демографски подаци
Левицранд се налази у савезној држави Мекленбург-Западна Померанија у округу Пархим. Општина се налази на надморској висини од 41 метра. Површина општине износи 46,6 km². У самом мјесту је, према процјени из 2010. године, живјело 1.554 становника. Просјечна густина становништва износи 33 становника/km².